# Dolania americana
Genre
Espèce
Dolania americana, unique représentant du genre Dolania, est une espèce d'éphémères de la famille des Behningiidae.

## Répartition
Dolania americana se rencontre dans le Sud-Est des États-Unis, notamment en Floride et en Alabama.
Une seule espèce, Dolania americana est connue à ce jour.

## Cycle de reproduction
Les adultes de Dolania americana émergent avant l’aube au début de l’été, s’accouplent et meurent en l’espace d’une trentaine de minutes. La femelle dépose ses œufs dans l'eau, et meurt cinq minutes après. Ce cycle de reproduction est considéré comme étant le plus court connu parmi les insectes.

## Classification
Le genre Dolania et l'espèce Dolania americana ont été décrits en 1959 par les entomologistes américains George F. Edmunds, Jr. (d) (1920-2006) et Jay R. Traver (d) (1894-1974).